# Craig Porter
Craig Porter Jr (ur. 26 lutego 2000 w Terre Haute) – amerykański koszykarz, występujący na pozycji rozgrywającego, obecnie zawodnik Cleveland Cavaliers oraz zespołu G-League – Cleveland Charge.
W 2023 reprezentował Cleveland Cavaliers podczas rozgrywek letniej ligi NBA w Las Vegas.

## Osiągnięcia
Stan na 15 grudnia 2023, na podstawie, o ile nie zaznaczono inaczej.
NJCAA
- Mistrz NJCAA (2019)

NCAA
- Uczestnik turnieju:
  - NCAA (2021)
  - Portsmouth Invitational Tournament (2023)
- Mistrz turnieju konferencji American Athletic (AAC – 2021)
- MVP zespołu Wichita Eagle (2022, 2023)
- Laureat nagród:
  - Zawodnik, który poczynił największy postęp (2022)
  - Ralph Miller Captains Award (2023)
  - Warren Armstrong Jabali Assist Leader (2022, 2023)
  - Xavier McDaniel Rebounding Leader (2023)
- Zaliczony do:
  - III składu AAC (2023)
  - AAC Honor Roll (5x w sezonie 2022/2023 i 1x w sezonie 2021/2022)